# Горес (Північна Дакота)
Горес (англ. Horace) — місто (англ. city) в США, в окрузі Кесс штату Північна Дакота. Населення — 3085 осіб (2020).

## Географія
Горес розташований за координатами 46°45′20″ пн. ш. 96°54′24″ зх. д. / 46.75556° пн. ш. 96.90667° зх. д. (46.755552, -96.906685).  За даними Бюро перепису населення США в 2010 році місто мало площу 27,89 км², уся площа — суходіл.

## Демографія
Згідно з переписом 2010 року, у місті мешкало 2430 осіб у 810 домогосподарствах у складі 682 родин. Густота населення становила 87 осіб/км².  Було 826 помешкань (30/км²).
Расовий склад населення:
| - 97,1 % — білих - 1,4 % — корінних американців - 0,5 % — чорних або афроамериканців - 0,2 % — азіатів |

До двох чи більше рас належало 0,7 %. Частка іспаномовних становила 0,9 % від усіх жителів.
За віковим діапазоном населення розподілялося таким чином: 33,4 % — особи молодші 18 років, 61,7 % — особи у віці 18—64 років, 4,9 % — особи у віці 65 років та старші. Медіана віку мешканця становила 35,6 року. На 100 осіб жіночої статі у місті припадало 102,5 чоловіків;  на 100 жінок у віці від 18 років та старших — 105,2 чоловіків також старших 18 років.
Середній дохід на одне домашнє господарство  становив 133 393 долари США (медіана — 109 250), а середній дохід на одну сім'ю — 130 555 доларів (медіана — 113 077). Медіана доходів становила 72 944 долари для чоловіків та 43 750 доларів для жінок. За межею бідності перебувало 1,2 % осіб, у тому числі 0,7 % дітей у віці до 18 років та 0,0 % осіб у віці 65 років та старших.
Цивільне працевлаштоване населення становило 1401 особа. Основні галузі зайнятості: освіта, охорона здоров'я та соціальна допомога — 25,9 %, роздрібна торгівля — 13,3 %, науковці, спеціалісти, менеджери — 13,1 %.